# Phường 6, thành phố Bến Tre
Phường 6 là một phường thuộc thành phố Bến Tre, tỉnh Bến Tre, Việt Nam.

## Địa lý
Phường 6 có vị trí địa lý:
- Phía đông giáp Phường 4 và phường Phú Khương
- Phía tây giáp xã Bình Phú
- Phía nam giáp Phường 5 và Phường 7
- Phía bắc giáp phường Phú Tân và xã Sơn Đông.

Phường có diện tích 1,56 km², dân số năm 1999 là 6.337 người, mật độ dân số đạt 4.062 người/km².

## Hành chính
Phường 6 được chia thành 4 khu phố: Bình Khởi, Bình Lợi, Bình Nghĩa, Bình Thắng.

## Lịch sử
Địa bàn Phường 6 hiện nay trước năm 1975 là ấp Bình Nguyên thuộc xã An Hội, quận Trúc Giang, tỉnh Kiến Hòa. Sau năm 1975, ấp Bình Nguyên được chuyển thành xã Bình Nguyên thuộc thị xã Bến Tre.
Ngày 14 tháng 3 năm 1984, Hội đồng Bộ trưởng ban hành Quyết định 41-HĐBT. Theo đó, giải thể xã Bình Nguyên để thành lập Phường 6.